# داود الحيدري
داود باشا بن شيخ الإسلام إبراهيم فصيح بن شيخ الإسلام السيد صبغة الله الحيدري هو سياسي عراقي، ولد في أربيل عام 1886، وتوفي في إسطنبول عام 1965 ودفن هناك.
أكمل دراسته الاعدادية في الموصل. وبعد التخرج سافر في العام 1904 إلى إسطنبول ودخل مدرسة الحقوق ونال شهادتها في العام 1908، وعين بعد التخرج موظفاً في وزارة المعارف التركية فضلا عن ممارسته المحاماة لبعض الوقت وكان مرافقاً للسلطان عبد الحميد، وكان يتقن اللغات الكردية والعربية والتركية.
التحق بالجيش التركي في الحرب العالمية الأولى وحارب في صفوفه.
رجع إلى بغداد بعد تأسيس الدولة العراقية وعين في العام 1921 مفتشاً عدلياً في وزارة العدلية. وفي عام 1922، عين بمنصب أمين أمناء البلاط الملكي. وفي عام 1924، شغل عضوية المجلس التأسيسي عن مدينة أربيل فضلا عن منصب نائب رئيس المجلس.
وبعد حل المجلس، أعيد ليشغل منصب أمين أمناء في البلاط الملكي. وفي دورة العام 1925، أعيد لمجلس النواب نائباً أيضا عن مدينة اربيل ونائباً لرئيس المجلس. وفي الدورتين التاليتين في العام 1926 و1927 أعيد انتخابه في مجلس النواب. وفي العام 1928 عين وزيراً للعدلية في وزارة عبد المحسن السعدون الثالثة. وفي العام 1929 بقى وزيراً للعدلية في وزارة توفيق السويدي. وفي الأعوام 1930 إلى 1933 جدد انتخابه نائباً عن مدينة أربيل.
أعيد انتخابه لمجلس النواب عن أربيل عام 1930. وفي العام ذاته أصبح محاميا عن شركة النفط البريطانية في بغداد.
في العام 1933 منح له الأمير عبد الله أمير شرق الاردن رتبة الباشوية.
انتمى إلى حزب الشعب وعارض معاهدة عام 1926. كذلك عمل محامياً ومستشاراً قانونياً لشركة النفط البريطانية. وفي أثناء حركة رشيد عالي الكيلاني، سافر السيد الحيدري إلى عمان والقدس وعاد مع الأمير عبد الإله فعين وزيراً مفوضا للعراق في طهران. وفي العام 1942 عين وزيراً للدولة. وفي العام 1943 اعيد نائباً في البرلمان عن مدينة السليمانية. ومن ثم عين وزيرا مفوضا في ديوان وزارة الخارجية ونقل منها إلى لندن. وفي العام 1945 عين عضوا في مجلس الأعيان ووزيرا بلا وزارة في وزارة السيد محمد الصدر ثم اسندت اليه وزارة الشؤون الاجتماعية.
كما شغل منصب وزير الخارجية بالوكالة للفترة من 31 أيار 1942 إلى 3 تموز 1942.
غادر العراق سنة 1958 بعد ثورة 14 تموز، فعاش متنقلا بين تركيا وسويسرا وفرنسا، حتى توفي في تركيا عام 1965.